# 埃利克西爾鎮區 (阿肯色州布恩縣)
埃利克西爾鎮區（英語：Elixir Township）是位於美國阿肯色州布恩縣的一個行政鎮區。

## 地方資料
根據2010年美國人口普查的數據，埃利克西爾鎮區的面積為134.82平方千米，當中陸地面積為134.68平方千米，而水域面積為0.14平方千米。當地共有人口2802人，而人口密度為每平方千米20人。